# Vittskövle (Eslöv)
Vittskövle is een plaats in de gemeente Eslöv in Skåne, de zuidelijkste provincie van Zweden. De plaats heeft 57 inwoners (2000) en een oppervlakte van 6 hectare.